# Bromure de cobalt(II)
Le bromure de cobalt(II) est un composé inorganique composé de cobalt et de brome.

## Apparence et structure cristalline
Le bromure de cobalt(II) est un solide vert dimorphe. Sa structure cristalline peut-être celle de l'iodure de cadmium CdI2, ou celle du chlorure de cadmium CdCl2. 

## Obtention
Le bromure de cobalt(II) peut-être obtenu sous forme hydratée en faisant réagir de l'acide bromhydrique sur de l'hydroxyde de cobalt(II) :
Co(OH)2(s) + 2HBr(aq) → CoBr2.6H2O(aq)
Le bromure de cobalt(II) anhydre est obtenu par réaction entre le cobalt métallique et le dibrome,,.

## Réactivité
L'oxydation du bromure de cobalt(II) dans de l'ammoniaque produit le complexe de coordination de dibromure de bromopentaaminecobalt(III).
2 CoBr2  +  8 NH3  +  2 NH4Br  +  H2O2   →    2 [Co(NH3)5Br]Br2  +  2 H2O